# Поньга (селище залізничної станції)
Поньга (рос. Поньга) — залізнична станція в Онезькому районі Архангельської області Російської Федерації.
Населення становить 119 осіб. Входить до складу муніципального утворення Нименьгське поселення.

## Історія
Від 2004 року входить до складу муніципального утворення Нименьгське поселення.

## Населення
| 2002 | 2009 | 2010 | 2012 |
| ---- | ---- | ---- | ---- |
| 109  | ↗119 | ↘87  | ↗119 |